# El Khasné, Petra (pintura)
El Khasné, Petra es una pintura al óleo de 1874 del paisajista estadounidense Frederic Edwin Church. Representa el mausoleo denominado Al-Khazneh en la ciudad histórica de Petra, Jordania, que Church visitó durante un extenso viaje a Oriente Próximo y Europa en 1867 y 1868. Visitó la tumba con el misionero estadounidense D. Stuart Dodge en febrero de 1868 e hizo bocetos allí. La pintura se encuentra en el Sitio Histórico Estatal de Olana, la propiedad preservada donde Church vivió en sus últimos años. Podría ser el último lienzo que pintó enteramente con la mano derecha, debido al empeoramiento de una artritis reumatoide.
El mausoleo está tallado en la piedra arenisca y en aquella época solo se podía acceder a él a través del desfiladero representado, llamado Siq. Church compuso la pintura tal como habría vislumbrado el templo por primera vez; la enmarca con la roca oscura de una manera poco convencional para su época. Church encontró el sitio "asombroso" y escribió en su diario sobre un "hermoso templo... brillando como por su propia luz interior", que describió como de color salmón. La composición es diferente a la de las pinturas que hicieron famoso a Church: no hay una vista panorámica, no se transmite una "totalidad mayor" y hay poca sensación de profundidad. A través del estrecho pasaje corre un arroyo, y las dos figuras de beduinos de la izquierda, apenas perceptibles, proporcionan la escala.
Church partió hacia Petra desde Jerusalén con un gran séquito de veintiún hombres que les proporcionaron comida y protección y se llevaban bien con ellos. La zona era popular entre los artistas occidentales, pero se consideraba peligrosa; Church informó que un artista había recibido un disparo antes que él. Tomar bocetos de lugares sagrados no era visto necesariamente como una actividad inocente. Como escribió Church: 

Fuimos directamente al famoso Khasné, primero por ser el mejor de todos los templos de Petra. Lo vi, me quedé asombrado y entonces abrí deliberadamente mi taburete de tres patas, me senté en él, abrí mi cuaderno de dibujo, extendí el papel, afilé el lápiz, eché una mirada directa al Templo y una mirada de reojo a los beduinos e hice mi primera línea. No hicieron ningún movimiento y después de unos pocos toques rápidos, sentí que el misterio se había resuelto a mi favor: podía dibujar sin trabas ni obstáculos, una libertad que antes no me había sido concedida.

El cuadro fue un regalo de Church para su esposa. Lo diseñó, junto con su marco, para la sala de estar en la que aún se encuentra colgado en Olana. Su color salmón se refleja en la decoración interior. Se exhibió en la Academia Nacional en 1874.

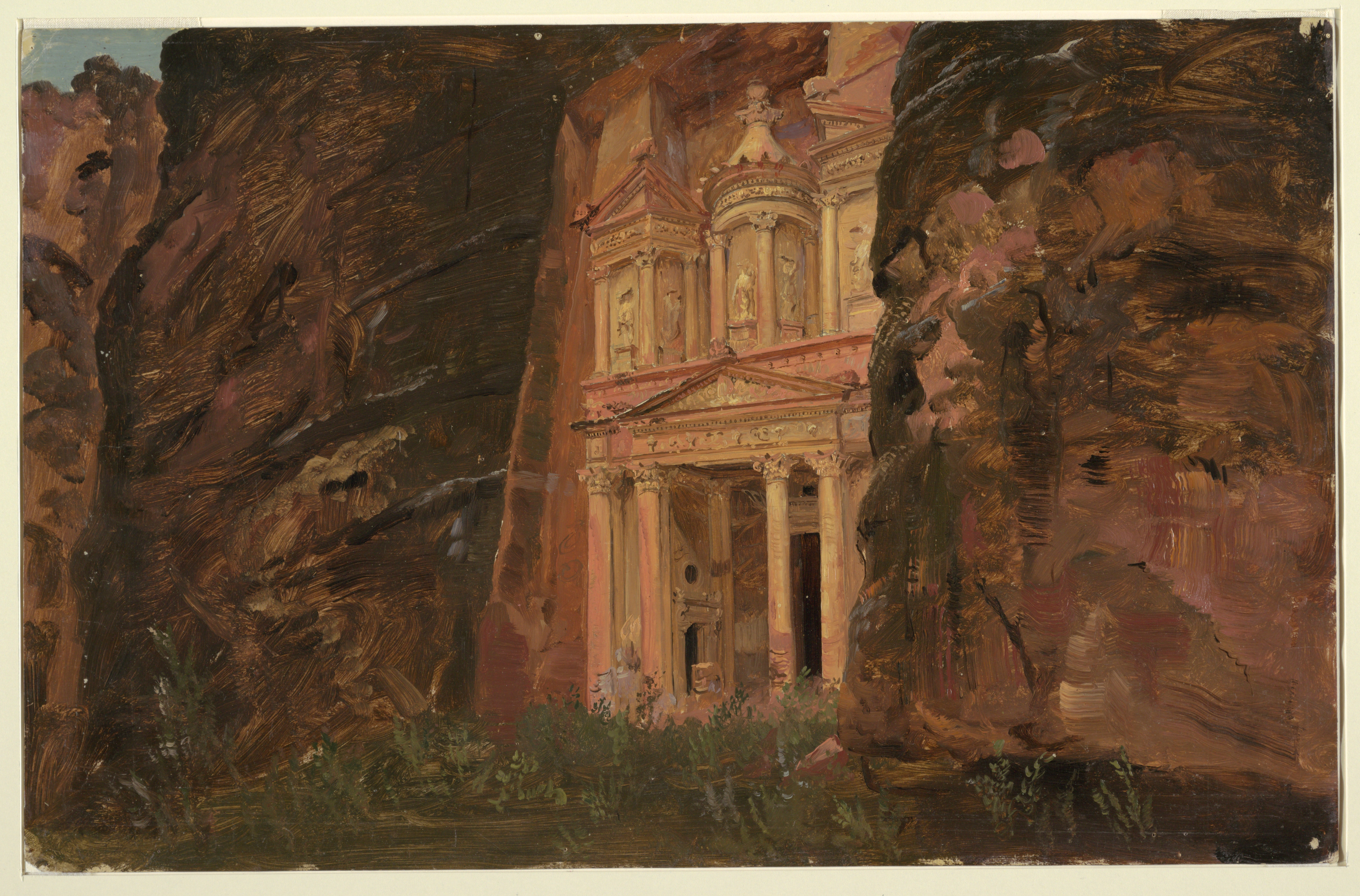
Estudio al óleo, 1868
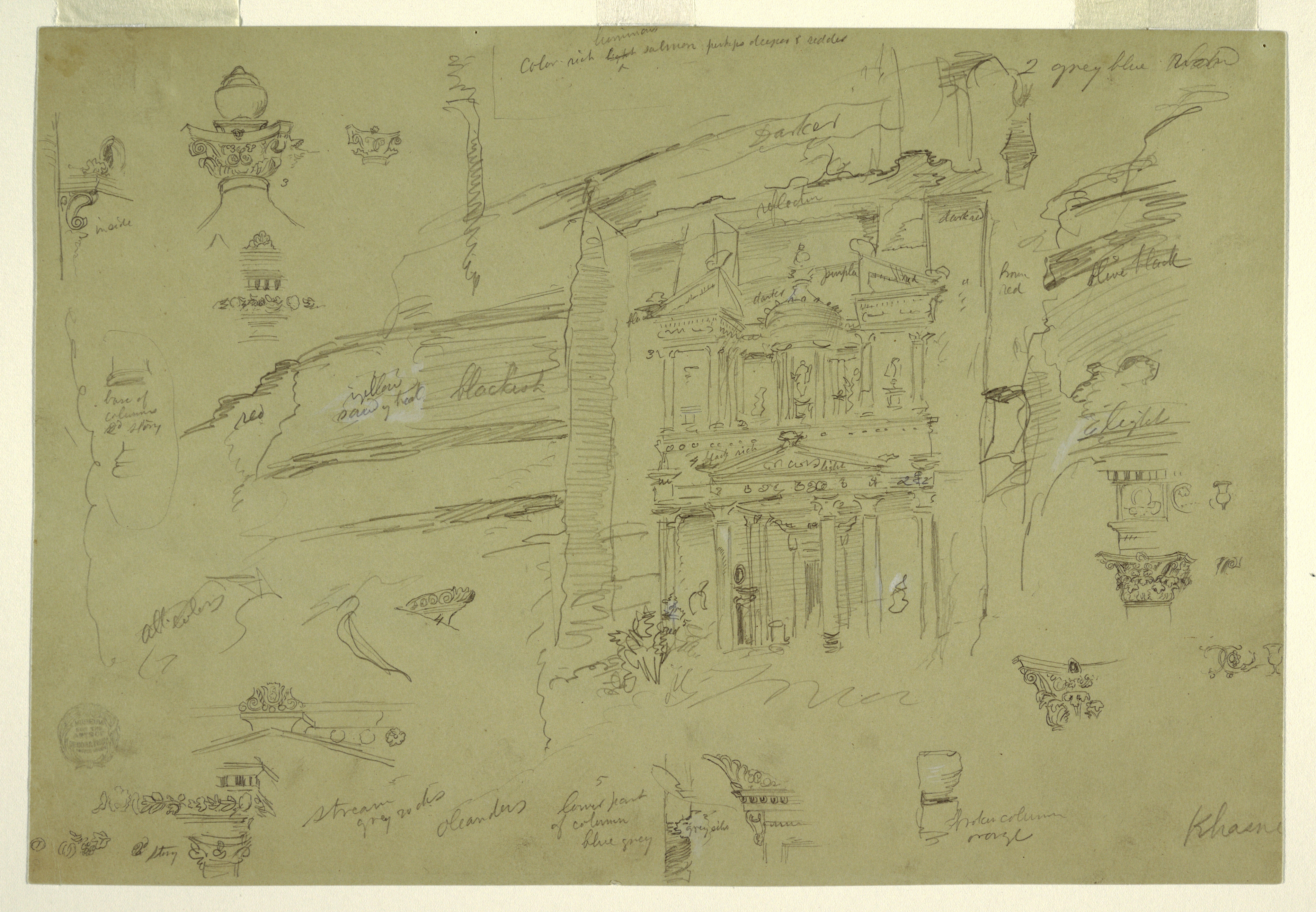
Boceto de detalles arquitectónicos, 1868.
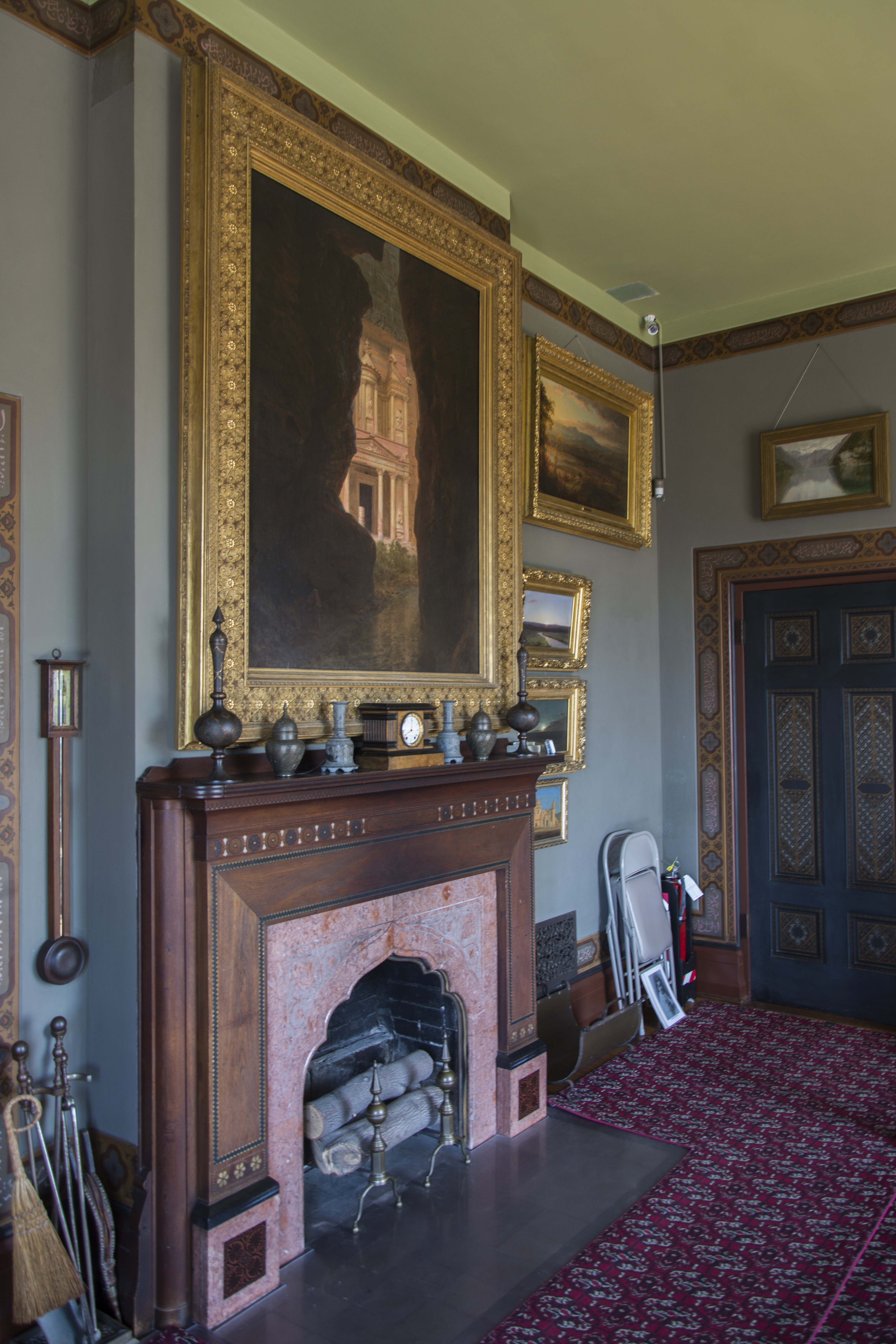
La pintura in situ en la casa de Church en Olana, ahora un sitio histórico.
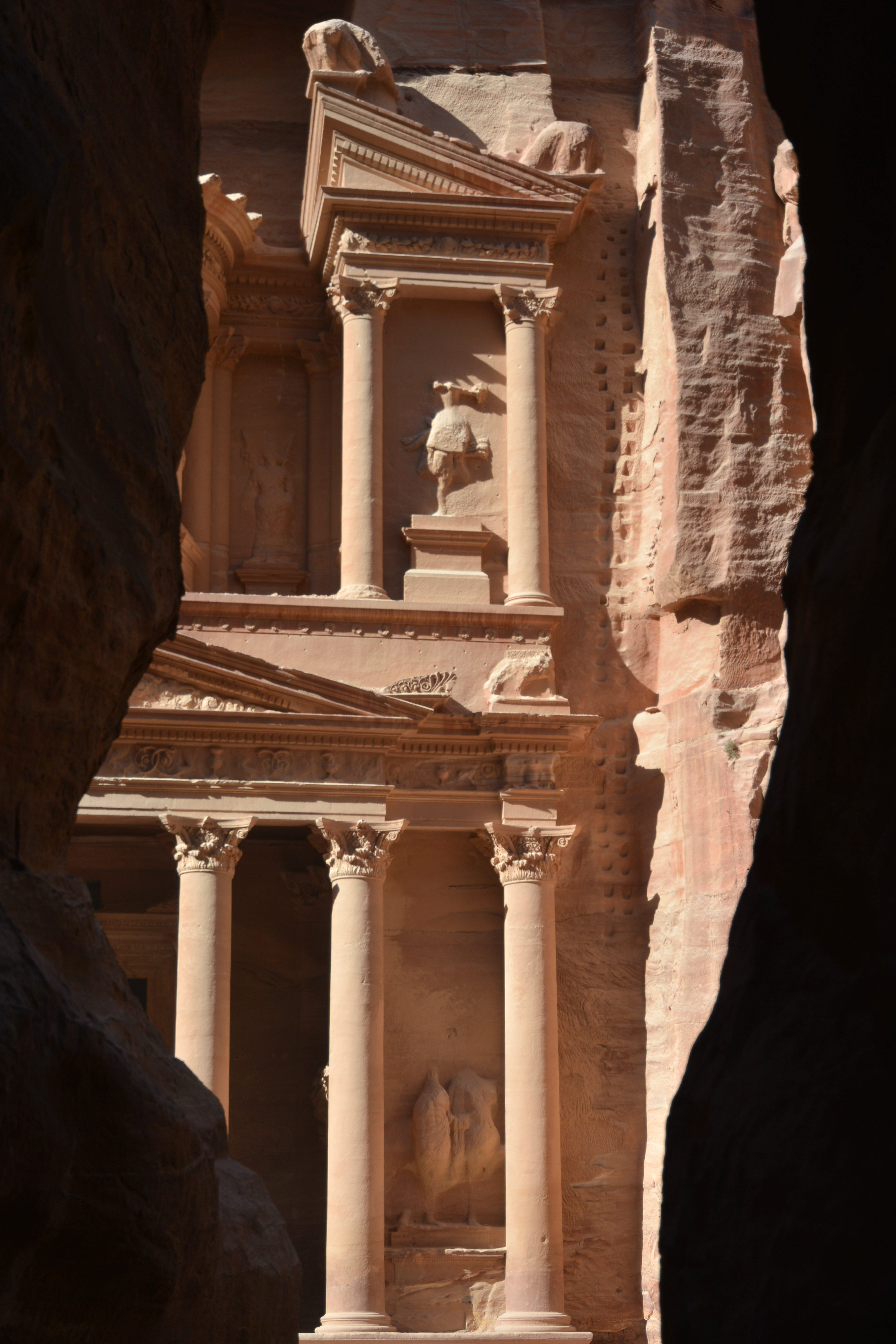
Una fotografía de la vista en la pintura.